# 바른손카드
바른손카드는 1970년 창업주 박영춘이 설립한 대한민국 종이 카드 및 청첩장 회사로 (주)바른컴퍼니의 이전 상호명이다. 1970년 당시 카드로는 미8군에서 흘러나온 것을 베낀 모방 카드나 물감을 칠해 만든 수제 카드가 대부분이던 시절, 바른손카드는 서구식 카드를 전문적으로 대량 생산하기 시작했다.
주요 생산 제품은 청첩장, 연하장, 크리스마스 카드, 편지지 등이며 민들레꽃을 형상화한 CI를 사용했다.
1982년 (주)바른손팬시를 별도 법인으로 설립해 문구 사업을 시작했으며 1994년 (주)바른손카드와 (주)바른손팬시 합병 후 (주)바른손으로 상호를 변경했다. 이후 1998년 문구 사업 부문을 (주)바른손으로, 카드 사업 부문을 (주)바른손카드로 다시 법인 분리해 각기 독자 경영에 나선다. (주)바른손카드는 2005년 (주)유사미, 2013년 (주)비핸즈카드로 상호를 변경했으며, 2015년 (주)바른컴퍼니로 다시 상호를 변경해 현재에 이르고 있다.
현재 바른손카드는 회사명의 기능은 상실했지만, (주)바른컴퍼니의 청첩장 브랜드 이름으로 남아 유지되고 있다.

## 참고자료
- 《가리봉 오거리 (구로공단 반세기 기념 특별전)》(한양도성박물관, 2015) ISBN 9791186324035